# رودخانه اسوگا
رودخانه اسوگا (به انگلیسی: Osuga River) رودخانه‌ای است که در روسیه جریان دارد.